# Heinrich von Treitschke
Heinrich Gotthard von Treitschke (Dresde, 15 de septiembre de 1834 - Berlín, 28 de abril de 1896) fue un historiador y politólogo alemán de inclinación nacionalista que vivió en la época del Imperio alemán.

## Biografía
Treitschke nació en Dresde, Alemania. Era hijo de un oficial del ejército de Sajonia que ascendió a gobernador del castillo de Königstein y gobernador militar de Dresde. Tras estudiar en las universidades de Leipzig y Bonn, donde fue alumno del historiador Friedrich Christoph Dahlmann, se estableció en Leipzig como Privatdozent. Como historiador se hizo famoso por sus estudios, pero sus opiniones políticas le mantuvieron al margen de ser profesor en una escuela pública.
En ese momento Treitschke tenía un fuerte carácter liberal y deseaba ver a Alemania unida en un único Estado con gobierno parlamentario. Sus ásperas reflexiones, en las que evocaba la virilidad y la grandeza de las naciones, incrementaron la violencia de los nacionalismos europeos. Sus opiniones políticas, unidas al contexto en el que se desarrollaron y a algunos trabajos para las universidades de Kiel y Heidelberg, le hicieron obtener un puesto de profesor en Berlín en 1874.
Tres años antes, en 1871, había pasado a formar parte del Reichstag, donde sería una de las figuras de mayor importancia hasta su muerte. Tras la muerte de Heinrich von Sybel le sucedió como editor del Historische Zeitschrift. Sus apariciones en la vida pública siempre estaban cargadas de opiniones violentas e injuriosas. Se mostró siempre muy partidario de la expansión colonial y contrario al Reino Unido de Gran Bretaña e Irlanda. Tanto es así que fue una de las principales figuras de un sentimiento chovinista antibritánico a fines del siglo XIX. En el Reichstag, Treitschke fue miembro en primer lugar del Partido Nacional Liberal pero, en 1879, tras aceptar la política comercial de Bismarck empezó a cambiar y, finalmente, se pasó a los Moderados Conservadores.
También fue impulsor de toda suerte de ataques antisemitas, logrando que esta ideología fuera «socialmente aceptable» en Alemania. Según él, los judíos alemanes se negaban a aceptar la cultura y la sociedad alemana. En este sentido acuñó su popular frase Die Juden sind unser Unglück!, que significa «¡Los judíos son nuestra desgracia!», adoptada posteriormente como eslogan por el periódico nazi Der Stürmer. Debido a su destacado papel en la vida pública, cada una de sus afirmaciones despertaba un amplio revuelo.

## Obra
Al margen de la vida política, Treitschke fue historiador y politólogo, siempre con un marcado carácter patriótico. Su principal obra fue Deutsche Geschichte im neunzehnten Jahrhundert, cuyo primer volumen fue publicado en 1879. Durante los siguientes dieciséis años aparecieron cuatro volúmenes más, pero solo llegó hasta el año 1847. También escribió biografías y ensayos de historia contemporánea.
Muchos de sus escritos están compilados en la obra Historische und politische Aufsätze, aunque existen varios volúmenes recopilatorios. Zehn Jahre deutscher Kämpfe, por ejemplo, se centra en sus artículos más controvertidos. En 1896 apareció un nuevo volumen con esta idea, Deutsche Kämpfe, neue Folge. Tras su muerte, todos sus ensayos sobre política se publicaron en Politik. Su obra traducida al inglés fue publicada íntegramente en 1916 en Londres, en Politics (dos volúmenes). De ésta se publicó, en 1963, una edición sintética.
Por otro lado, en 1856 publicó un pequeño libro de poesía titulado Vaterländische Gedichte, y otro del mismo género el año siguiente. Treitschke fue maestro de Heinrich Class, Hans Delbrück, Otto Hintze y otros muchos.

## Influencia
La mentalidad burguesa de Treitschke, unida a sus ideas ultranacionalistas y a su firme compromiso con los intereses nacionales del Estado alemán, influyeron decisivamente en el movimiento pangermanista de finales del siglo XIX y principios del XX. Inspiró directamente los valores de la Liga Pangermana así como los de algunos de sus miembros más destacados, como en el caso del dirigente nazi Heinrich Class. Dicho discurso nacionalista caló a su vez entre la opinión pública alemana todavía tiempo después de su fallecimiento en 1896 aunque, tal y como afirmara el historiador Ludwig Dehio, entre los «primeros herederos del espíritu de Treitschke» se encontraban los pangermanistas.